# Transport Allianz

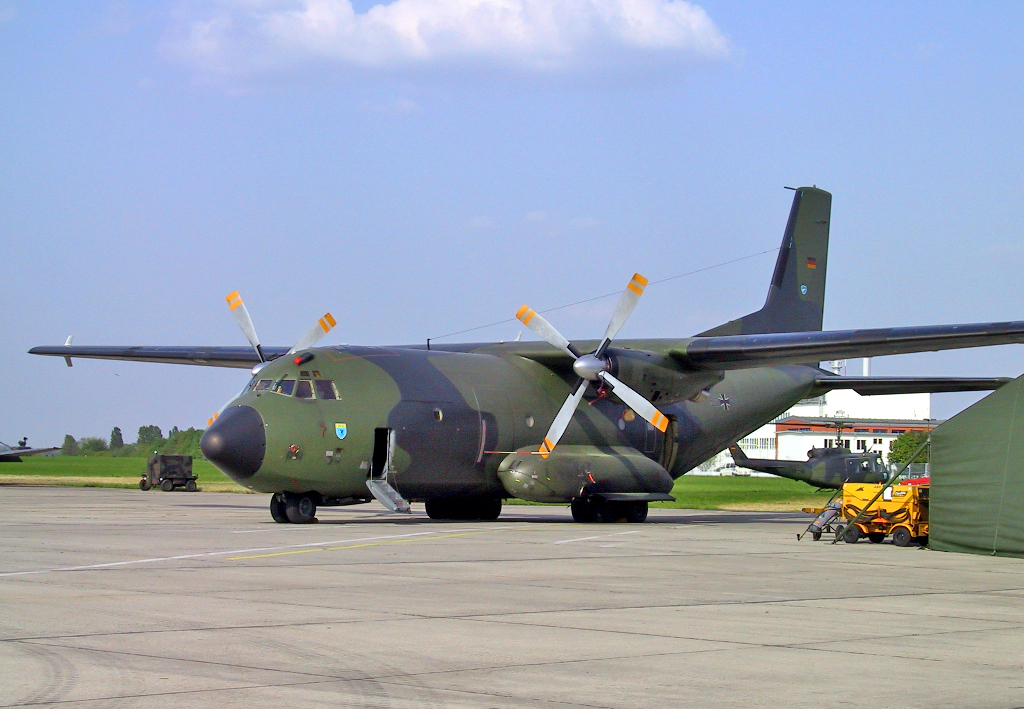
Transall C-160

Transport Allianz (Transall) è stato un consorzio franco-tedesco associante, per la prima serie di produzione, la Nord Aviation, Weser Flugzeugbau (WFB) e Hamburger Flugzeugbau (HFB) e, a partire dalla seconda serie di produzione, Aérospatiale, Messerschmitt-Bölkow-Blohm (MBB) e Vereinigte Flugtechnische Werke (VFW) per costruire l'aereo da trasporto Transall C-160.